# NGC 7070A
NGC 7070A is een spiraalvormig sterrenstelsel in het sterrenbeeld Kraanvogel. Het hemelobject werd op 5 september 1834 ontdekt door de Britse astronoom John Herschel.

## Synoniemen
- ESO 287-34
- MCG -7-44-21
- AM 2128-34
- PGC 66909